# Мёллер, Вигго Фредерик
Вигго Фредерик Мёллер (дат. Viggo Frederik Møller; 24 апреля 1887, Оденсе — 24 марта 1955, Копенгаген) — датский писатель и журналист.

## Сочинения
- Nerver, 1919
- Bag de graa Facader, 1922
- Halvdelen af to, 1924
- Familien Zero, 1926
- Det tredje Glas, 1927
- Sære og Gale, 1928
- En Sten bliver kastet paa Vandet , 1929
- Forbrydere, 1930
- Kyx, 1931
- I Kraft af mig selv, 1935
- Den excentriske Hverdag, 1936
- Bjælken i dit eget Øje, 1941
- Menneskemagt, 1943
- Seks Uger  i Horserød, 1945
- Hyggelige Historier, 1946
- Venlige Vers, 1947
- Den femte Dimension, 1948
- Professor Begriffenfeldt, 1952
- Samliv med mig selv, 1954

### В русском переводе
- За серыми фасадами : Рассказ / Вигго Ф. Меллер. Ленинград : Кубуч, 1925. 32 с.
- Сумерки разума : Рассказы / Вигго Ф. Мэллер; Пер. с дат. А. и М. Ганзен. Ленинград : Книжные новинки, [1927]. 154, [2] с.